# MotoGP dél-afrikai nagydíj
A MotoGP dél-afrikai nagydíja a MotoGP egy korábbi versenye, melyet 1983 és 2004 között, kisebb-nagyobb megszakításokkal összesen tíz alkalommal rendeztek meg.

## Az eddigi győztesek
| Év   | Helyszín | 125 cm³                      | 250 cm³                          | Moto GP                  | Összefoglaló |
| ---- | -------- | ---------------------------- | -------------------------------- | ------------------------ | ------------ |
| 2004 | Welkom   | Andrea Dovizioso (Honda)     | Dani Pedrosa (Honda)             | Valentino Rossi (Yamaha) | Összefoglaló |
| 2003 | Welkom   | Dani Pedrosa (Honda)         | Manuel Poggiali (Aprilia)        | Sete Gibernau (Honda)    | Összefoglaló |
| 2002 | Welkom   | Manuel Poggiali (Gilera)     | Marco Melandri (Aprilia)         | Ukava Toru (Honda)       | Összefoglaló |
| Év   | Helyszín | 125 cm³                      | 250 cm³                          | 500 cm³                  | Összefoglaló |
| 2001 | Welkom   | Ui Júicsi (Derbi)            | Kato Dajdzsíró (Honda)           | Valentino Rossi (Honda)  | Összefoglaló |
| 2000 | Welkom   | Arnaud Vincent (Aprilia)     | Nakano Sinja (Yamaha)            | Garry McCoy (Yamaha)     | Összefoglaló |
| 1999 | Welkom   | Gianluigi Scalvini (Aprilia) | Valentino Rossi (Aprilia)        | Max Biaggi (Yamaha)      | Összefoglaló |
| 1992 | Kyalami  | Jorge Martínez (Honda)       | Max Biaggi (Aprilia)             | John Kocinski (Yamaha)   | Összefoglaló |
| 1985 | Kyalami  |                              | Freddie Spencer (Honda)          | Eddie Lawson (Yamaha)    | Összefoglaló |
| 1984 | Kyalami  |                              | Patrick Fernandez (Yamaha)       | Eddie Lawson (Yamaha)    | Összefoglaló |
| 1983 | Kyalami  |                              | Jean-François Baldé (Chevallier) | Freddie Spencer (Honda)  | Összefoglaló |